# 玄武门街道
玄武门街道是中国江苏省南京市玄武区下辖的一个街道办事处。位于玄武区的西北部，东以玄武湖东岸为界，北面到中央门、神策门；西面以中央路为界毗邻鼓楼区湖南路街道和中央门街道；南面以北京东路和明城墙为界毗邻新街口街道和梅园新村街道。面积6.22平方公里，其中玄武湖湖面4.25平方公里；常住人口4.1万。
玄武门街道辖区内拥有著名的玄武湖风景区。